# Bogumiłowice (Łódź)
Pour les articles homonymes, voir Bogumiłowice.
Bogumiłowice (prononciation [bɔɡumiwɔˈvit͡sɛ]) est un village de la gmina de Sulmierzyce, du powiat de Pajęczno, dans la voïvodie de Łódź, situé dans le centre de la Pologne.
Il se situe à environ 14 kilomètres à l'ouest de Sulmierzyce (siège de la gmina), 11 kilomètres à l'est de Pajęczno (siège du powiat) et 71 kilomètres au sud de Łódź (capitale de la voïvodie).

## Administration
De 1975 à 1998, le village était attaché administrativement à l'ancienne voïvodie de Piotrków.

Depuis 1999, il fait partie de la nouvelle voïvodie de Łódź.